# 11458 Rosemarypike
11458 Rosemarypike eller 1981 EV12 är en asteroid i huvudbältet som upptäcktes den 1 mars 1981 av den amerikanska astronomen Schelte J. Bus vid Siding Spring-observatoriet. Den är uppkallad efter Rosemary E. Pike.
Asteroiden har en diameter på ungefär 8 kilometer och den tillhör asteroidgruppen Eos.